# 拉瓦勒主教座堂
拉瓦勒天主圣三主教座堂 (法语: Cathédrale de la Sainte-Trinité de Laval)是天主教拉瓦勒教区自1855年成立以来的主教座堂所在地，位于法国卢瓦尔河地区大區马耶讷省拉瓦勒。自1840年，该堂又被法国文化部列为法国历史古迹.。该堂历史可追溯到11世纪，在12世纪、15世纪、16世纪和19世纪都经过大幅改扩建。